# Méthode mixte
La méthode mixte, appelée également « méthode semi-globale », est une méthode d'apprentissage de la lecture qui tente de combiner les avantages de la méthode syllabique et de la méthode globale, les mots appris par l'analytique étant utilisés pour découvrir les syllabes et sonorités, permettant ainsi le déchiffrage de nouveaux mots. 

## Description
En pratique, elle commence généralement par faire apprendre par cœur un certain nombre de mots, tels que des articles et des mots de liaison, pour poursuivre en se combinant avec une analyse syllabique ou phonétique.
La méthode mixte n'est pas une méthode synthétique. C'est une méthode analytique puisqu'elle va du texte vers la lettre et qu'elle aborde la lecture par les phonèmes auxquels elle fait correspondre les différents graphèmes. Dans les faits, elle est aujourd'hui pratiquement la seule utilisée depuis 30 ans en France.
La méthode mixte invite à une reconnaissance visuelle globale des mots, en s’appuyant très souvent sur un court texte illustré. En s’aidant de l’illustration, l'élève est appelé à mémoriser le profil graphique des mots écrits, voire des phrases, dont le maître lui indique la prononciation, sans qu’on lui demande de les déchiffrer. Il s’agit d’entraîner l’élève à la reconnaissance directe de mots qu’il aura photographiés et stockés en mémoire. Les manuels parlent aussi à cet égard d’imprégnation, de connaissance par cœur, ouvrant la voie à la compréhension.

## Critiques
Ses détracteurs l'accusent de provoquer dyslexie et dysorthographie. Le professeur de lettres Jean-Paul Brighelli la critique vivement dans son essai La Fabrique du crétin. L'orthophoniste Colette Ouzilou, dans son livre Dyslexie, une vraie-fausse épidémie, affirme que l'utilisation des méthodes mixtes est à l'origine de la fausse épidémie de dyslexies : « La méthode mixte se tient dans un équilibre précaire entre approche visuelle globale et méthode synthétique. Étant donné l'incoordination entre l'étude de la lettre-son et sa mise en pratique dans la lecture, la synthèse n'est jamais mise en pratique. Code et combinatoire jouent donc les seconds rôles, ils seront dévalorisés. L'exploitation du texte avant la lettre occulte le décodage rendu, aux yeux de l'enfant, inutile » (éd. 2010, p. 84).
L'étude de Jérôme Deauvieau, portant sur des classes de quartiers populaires, a mis en avant un plus haut taux de réussite à des tests de déchiffrage et d'écriture chez des élèves apprenant la lecture à l'aide de la méthode syllabique.